# Ácido etacrínico
En farmacología, el ácido etacrínico es un diurético de asa, un medicamento usado en el tratamiento de la hipertensión arterial y el retención de líquidos causados por enfermedades como la insuficiencia cardíaca congestiva, insuficiencia hepática y renal. A diferencia de otros diuréticos de asa, el ácido etacrínico no pertenece al grupo de las sulfonamidas y, por ello, su uso no está contraindicado en personas con reacciones alérgicas a las sulfamidas. El ácido etacrínico es un derivado del ácido fenoxiacético, por lo que contiene un grupo cetona y un grupo metileno. Su forma activa dentro del organismo se logra por unión del grupo metileno a un residuo de cisteína.

## Administración
Se disponen de comprimidos de 25 mg y 50 para uso oral, que por lo general, se administran 1 o 2 comprimidos cada día con alimentos. En su forma de sal, etacrinato de sodio, puede administrarse como terapia intravenosa.

## Farmacología
Los efectos del ácido etacrínico son dependientes de la dosis administrada y produce un incremento en el volumen de la orina excretada proporcional a la magnitud del fluido acumulado en el organismo. La excreción de agua y electrolitos es por lo general, mayor que el observado en otros diuréticos por razón de que el ácido etacrínico inhibe la reabsorción de una proporción mayor de sodio que otros agentes diuréticos. Por esa razón, el ácido etacrínico es un medicamento efectivo en pacientes que tienen varios grados de insuficiencia renal. 

## Efectos adversos
Por ser un diurético, el ácido etacrínico causa micciones frecuentes, aunque ello se resuelve con el uso del medicamento por varias semanas. El ácido etacrínico también causa niveles bajos de potasio, que se manifiesta como calambres o debilidad muscular. También se ha observado que puede causar daños al hígado. En su administración oral, puede producir diarrea y, a altas dosis, sangrado intestinal. El ácido etacrínico ha sido retirado del mercado debido a su alta incidencia de ototoxicidad.

## Mecanismo de acción
El ácido etacrínico actúa inhibiendo el cotransportador Na+-K+-2Cl- en la rama ascendente gruesa del asa de Henle, así como en el túbulo contorneado proximal y distal. Ello aumenta la cantidad de agua y electrolitos dispensados al túbulo colector de la nefrona y, por lo tanto, aumenta el volumen de orina excretado. La pérdida de iones de potasio no es tan notoria, pero se asocia a un alto riesgo de alcalosis hipoclorémica. La curva de dosis-respuesta del ácido etacrínico es más empinada que la curva de la furosemida y, en general, es de más difícil manejo. La dosis se estima entre 50-150 mg.
Cuando se administra conjuntamente con adyuvantes de glutatión, el ácido etacrínico es un potente inhibidor de los miembros de la familia de glutatión S-transferasa, un grupo de enzimas que participan en el metabolismo xenobiótico.

## Efectos adversos
Entre los efectos secundarios más frecuentes que pueden presentarse con la administración del ácido etacrínico están los calambres musculares, dificultades auditivas como zumbidos (por ototoxicidad), debilidad, malestar estomacal, vómitos, dolor de cabeza y perdida del apetito.